# Vincenzo Pappalettera
Vincenzo Pappalettera (Milano, 28 novembre 1919 – Cesano Maderno, 1º dicembre 1998) è stato un partigiano e storico italiano.

## Biografia
Di famiglia pugliese è membro attivo della Resistenza durante l'occupazione tedesca del Nord-Italia. Viene arrestato nel 1944 per reati politici e deportato nel campo di concentramento e sterminio di Mauthausen. Sulla base di questa esperienza scrive un libro di memorie, Tu passerai per il camino, pubblicato da Mursia, che raccoglie commenti positivi sia dalla critica sia dai lettori italiani, e per il quale a Pappalettera viene assegnato nel 1966 il Premio Bancarella.
La sua narrazione si prefigura come descrizione e riflessione psicologica sul fenomeno Lager. A Tu passerai per il camino fanno seguito, in ordine cronologico, Ritorno alla vita, Nei lager c'ero anch'io e La parola agli aguzzini, drammatica relazione e dossier sul processo di Norimberga.
In seguito a studi approfonditi, inserisce il fenomeno Lager in un contesto storico e sociologico approfondito,  con l'intento di spiegare le motivazioni di tanto odio, portando alla formulazione del saggio Nazismo e olocausto.
A lui è intitolata la Biblioteca Civica di Cesano Maderno, città nella quale ha vissuto per oltre 40 anni.